# Eagle House
Eagle House est un bâtiment classé à Batheaston, Somerset, près de Bath. Avant la Première Guerre mondiale, la maison possède un vaste terrain.
Lorsque Emily Blathwayt (en) et son mari le colonel Linley Blathwayt possèdent la maison, sa maison d'été est utilisée, de 1909 à 1912, comme refuge pour les suffragettes libérées de prison après des grèves de la faim. Il est devenu connu sous le nom de Suffragette's Rest ou Suffragette's Retreat. Emily Blathwayt est une suffragette et membre de la Women's Social and Political Union.
Entre avril 1909 et juillet 1911, des arbres sont plantés dans le parc pour commémorer les suffragettes individuelles ; au moins 47 sont plantés sur un site de deux acres (8 094 m2). Connu sous le nom d'« Arboretum d'Annie », du nom d'Annie Kenney, les arbres sont détruits dans les années 1960 lorsqu'un domaine municipal est construit. Il ne reste qu'un seul arbre, un pin australien planté en 1909 par Rose Lamartine Yates.

## Architecture et histoire
La maison en pierre de Bath à deux étages a des pierres de taille et un toit en ardoise. Il y a un chambranle ionique avec des colonnes de part et d'autre supportant un fronton. Le côté sud est de cinq travées tandis que l'est en compte trois. L'intérieur comprend un escalier et une cheminée du XVIIIe siècle. Dans le jardin se trouve une ancienne chapelle avec une fenêtre du début du XIXe siècle ornée d'entrelacs.

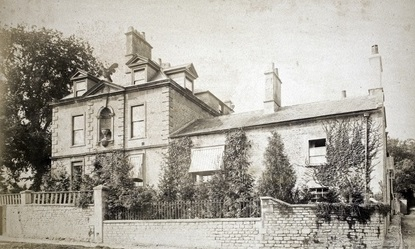
Eagle House v. 1890

La maison est construite à la fin du XVIIe ou au début du XVIIIe siècle, puis remodelée en 1724 et à nouveau en 1729 par l'architecte John Wood l'Ancien (en) comme sa propre maison. La maison est plus tard associée à son fils John Wood le Jeune.
En 1882, Eagle House devient la résidence du colonel Linley Blathwayt, de sa femme Emily et de leurs enfants William et Mary Blathwayt. Linley Blathwayt a été colonel dans l'armée en Inde et a emménagé dans la maison lorsqu'il a pris sa retraite. Il s'intéresse aux insectes et à la photographie. Emily Blathwayt quant à elle s'intéresse au jardin, et ils ont une vaste bibliothèque, dont des centaines d'ouvrages sur la botanique et la nature.

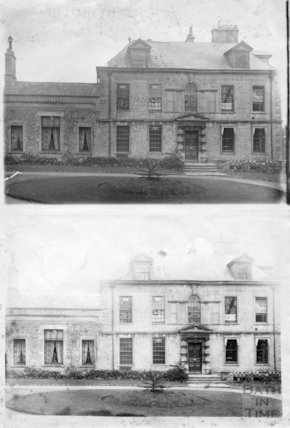
Vue sud d'Eagle House en 1890.
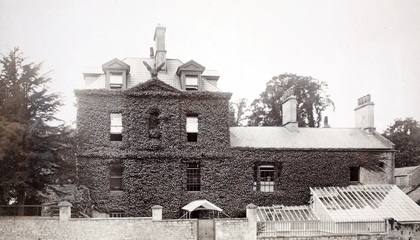
Eagle House vers 1904.

## Le droit de vote des femmes

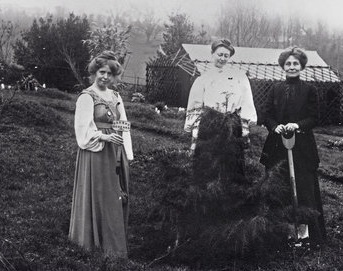
Annie Kenney à gauche, Mary Blathwayt au centre et Emmeline Pankhurst, avec la bêche, à Eagle House en 1910.

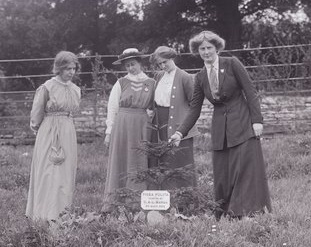
Charlotte Marsh plante un arbre à Eagle House en présence d'Annie Kenney, Mary Blathwayt et Laura Ainsworth.

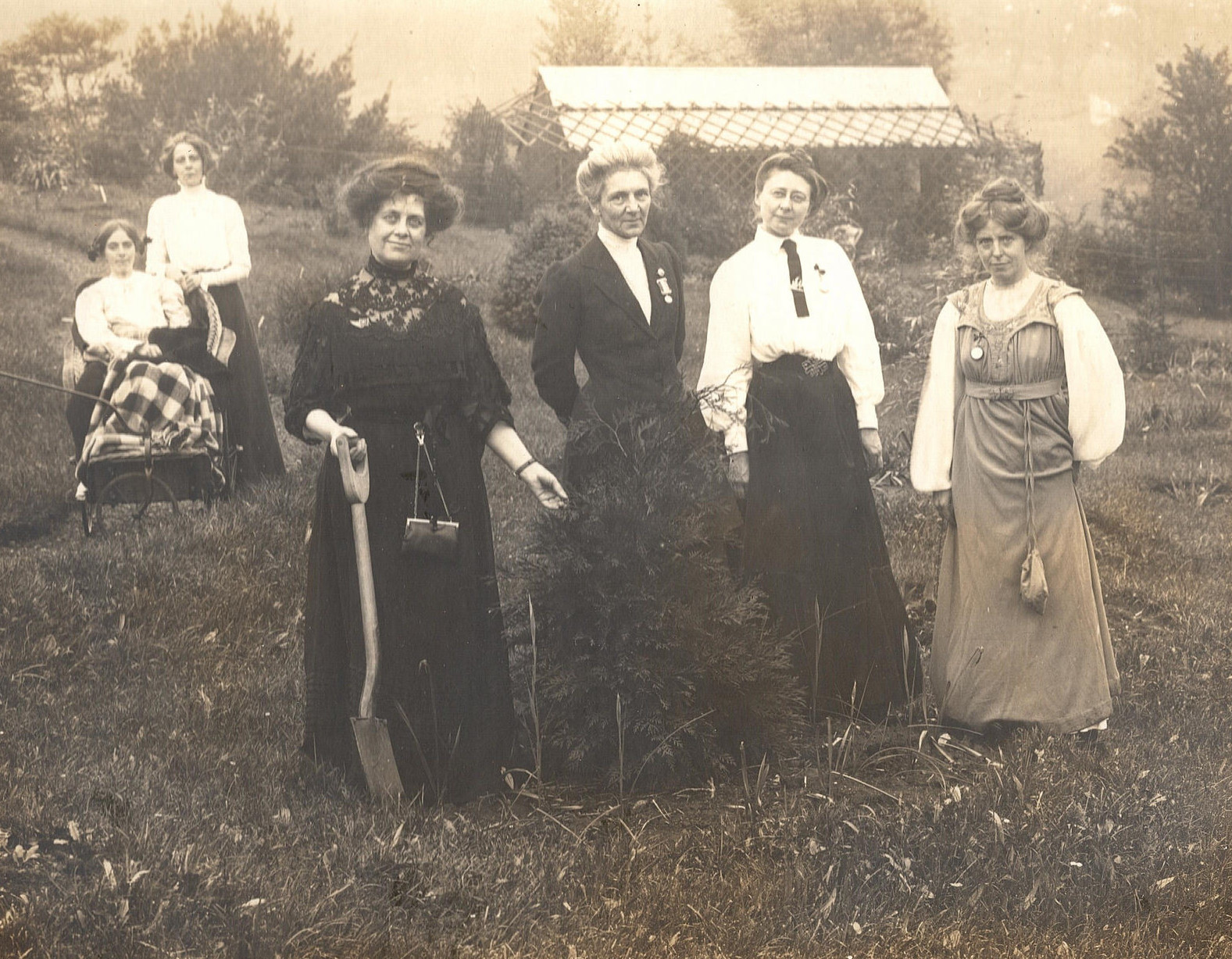
Jessie et Kitty Kenney, Florence Haig, Marion Wallace Dunlop et Mary Blathwayt à Eagle House.

Emily et Mary Blathwayt commencent à participer à des meetings de la Bath Women's Suffrage Society En 1906 telles donnent trois shillings à la Women's Social and Political Union (WSPU). Mary rencontre Annie Kenney à une réunion du Women's Social and Political Union à Bath, et elle accepte d'aider celle-ci, Elsie Howey (en), Clara Codd (en) et Mary Phillips à organiser une campagne locale pour le droit de vote des femmes. Mary reçoit une allocation de sa famille pour la soutenir dans son travail en faveur des droits des femmes.
Le 28 avril 1909, Emily Blathwayt écrit dans son journal que « l'idée d'un champ d'arbres grandit ». Le site choisi est un champ de deux acres sur le flanc de Solsbury Hill. Ce ne doit pas être un simple bois ou même un arboretum, mais un endroit paisible où les femmes en convalescence pourront se promener et se détendre. Ils plantent des arbres individuels, des houx pour célébrer les femmes qui travaillent pour la cause tandis que les militantes qui ont été emprisonnées sont célébrées par un conifère particulier. Chacune a une espèce différente et des anneaux floraux sont plantés autour de chaque arbre. La plantation est réalisée par une visite de la suffragette qui pose ensuite, souvent avec l'une des Blathwayt, près d'une plaque de plomb fabriquée à cet effet. Cela est photographié par le colonel Lindley et il prend également un portrait de la suffragette. Ces portraits sont signés et des versions de cartes vendues à la boutique WSPU à Bath. Le journal de Blathwayt comprend également des détails sur les relations sexuelles entre certains participants du mouvement qui ont lieu à Eagle House.
Eagle House est devenu un refuge important pour les suffragette qui ont été libérées de prison après des grèves de la faim. Chaque arbre est planté pour commémorer chaque femme — au moins 47 arbres sont plantés entre avril 1909 et juillet 1911, dont ceux d'Emmeline Pankhurst, Christabel Pankhurst, Annie Kenney, Charlotte Despard, Millicent Fawcett et Lady Lytton —.
Des militantes clés du mouvement des suffragettes sont invitées à rester chez elle et à planter un arbre pour célébrer une peine de prison ou pour marquer une grève de la faim. Les arbres étaient connus sous le nom de « Annie's Arboreatum » d'après Annie Kenney,. Il y a aussi une « Pankhurst Pond » (une « mare Panhurst ») dans le parc.
Lorsque Vera Wentworth et Elsie Howey agressent le Premier ministre H.H. Asquith en 1909, cela s'avère trop pour la famille Blathwayt. Les Blathwayt sont également affligés par des incendies criminels et d'autres attaques contre des biens perpétrés par les suffragettes, dont une a lieu près d'Eagle House,. Emily Blathwayt démissionne de la WSPU et Linley Blathwayt écrit des lettres de protestation à Christabel Pankhurst, Howey et Wentworth. Pankhurst apprend que Howey et Wentworth ne pourront plus visiter leur maison. Wentworth leur envoie une longue réponse exprimant ses regrets pour leur réaction mais notant que « si M. Asquith ne reçoit pas de délégation, elles le frapperont à nouveau ».

## Liste de l'Arboretum d'Annie
Cette liste est traduite de wikipedia allemand qui fait référence aux archives en ligne de Bath in Time, qui montre la disposition, les images de femmes individuelles et leurs arbres. La liste est reproduite ici :
- Laura Ainsworth (1885-1958) plante un cultivar bleu-vert de cyprès de Lawson (Cupressus lawsoniana 'Wisselii') le 30 avril 1911 .
- Lady Elizabeth 'Betty' Balfour (1867–1942) plante une forme cultivée du houx européen (Ilex aquifolium 'Scotch Gold Holly') le 11 février 1910.
- Georgina Brackenbury (1865–1949) plante un cyprès jaune de Monterey (Cupressus macrocarpa 'Lutea') le 22 juillet 1909.
- Marie Brackenbury (1866–1950) plante une forme cultivée de cyprès de Lawson (Cupressus lawsoniana 'Filifera') le 22 juillet 1909.
- Millicent Browne (en) (1881–1975) plante une variété panachée de houx européen (Ilex aquifolium 'Argentea Marginata') le 4 juillet 1909.
- Florence Canning (en) (décédée en 1914) plante une variété à feuilles jaunes de cyprès de Lawson (Cupressus lawsoniana 'Aureo-Variegata') le 25 avril 1909.
- Clara Codd (en) (1877–1971) plante un if colonnaire (Taxus baccata 'Fastigiata') le 25 avril 1909.
- Nellie Crocker (1872-1962) plante un magnifique sapin (Abies magnifica) le 7 février 1911.
- Charlotte Despard (1844–1939) plante un type panaché de houx européen (Ilex aquifolium 'Argentea Medio-Picta') le 17 janvier 1911.
- Una Duval (en) (1879-1975) plante un araucaria chilien (Araucaria imbricata) le 7 février 1911.
- Millicent Fawcett (1847–1929) a planté une variété à gros fruits de houx européen (Ilex aquifolium 'Macrocarpa') le 3 juillet 1910.
- Theresa Garnett (1888–1966) plante un if doré (Taxus baccata 'Elegantissima') le 7 novembre 1909.
- Vida Goldstein (1869-1949), suffragiste australienne, plante un houx en 1910.
- Margaret Hewitt (en) plante une variété à franges blanches du houx européen (Ilex aquifolium 'Albo Marginata') le 3 octobre 1909.
- Vera Holme (1881–1969) plante une variété panachée de houx européen (Ilex aquifolium 'Aurea Marginata') le 9 mai 1909.
- Elsie Howey (en) (1884–1963) plante un sapin de Nordmann (Abies nordmanniana) le 2 mai 1909.
- Maud Joachim (en) (1869-1947) plante un arbre de vie Hiba (Thujopsis dolabrata) le 17 juin 1910.
- Winifred Jones (en) (décédée en 1955) plante un sapin du Colorado (Abies concolor) le 2 juillet 1911.
- Gladice Keevil (en) (1884-1959) plante l'espèce d'épinette bleue (Picea pungens 'Kosteriana') le 4 novembre 1910.
- Annie Kenney (1879–1953) plante une forme cultivée argentée du faux cyprès (Cupressus lawsoniana 'Silver Queen') le 23 avril 1909.
- Caroline "Kitty" Kenney (en) (1880–1952) plante une variété panachée de houx européen (Ilex aquifolium 'Aurea Picta Crispa') le 25 août 1910.
- Jessica "Jessie" Kenney (1887–1985) plante un genévrier à crinière (Juniperus virginiana 'Pendula') le 9 mai 1909.
- Aeta Lamb (en) (1886–1928) plante un if colonnaire (Taxus baccata 'Fastigiata') le 16 avril 1911.
- Lady Constance Lytton (1869-1923) plante un cyprès bleu (Chamaecyparis alumii) le 23 avril 1909.
- Charlotte Marsh (1887-1961) plante une épinette (Picea polita) le 5 mars 1911.
- Clara Mordan (en) (1844–1915) plante une variété panachée de houx européen (Ilex aquifolium (houx argenté à petites feuilles anglais )) le 27 février 1910.
- Marie Naylor (1850-1940) plante un sapin des Rocheuses (Abies subalpina) le 9 avril 1910.
- Adela Pankhurst (1885–1961) plante un cèdre jaune de l'Himalaya (Cedrus deodara 'Aurea') le 3 juillet 1910.
- Christabel Pankhurst (1880–1958) plante un cèdre du Liban (Cedrus libani) le 6 novembre 1910.
- Emmeline Pankhurst (1858–1928) plante un cèdre de l'Himalaya (Cedrus deodora) le 16 avril 1910.
- Alice Perkins (en) (1865–1948) plante une variété panachée de houx européen (Ilex aquifolium 'Aurea Regina') le 4 septembre 1910.
- Emmeline Pethick-Lawrence (1867–1954) plante un arbre de vie géant (Thuja lobbii) le 23 avril 1909.
- Mary Phillips plante une épinette bleue (Picea pungens 'Glauca') le 4 juillet 1909.
- Katherine Douglas Smith (en) plante un douglas de montagne (Pseudotsuga menziesii 'Glauca') le 18 février 1910.
- Marion Wallace-Dunlop (1865-1942) plante une pruche subalpine (Tsuga mertensiana) le 11 juin 1910.
- Helen Kirkpatrick Watts (en) (1881–1972) plante un genévrier commun (Juniperus communis) le 17 mars 1911.
- Vera Wentworth (1890–1957) plante un cyprès de Nootka (Chamaecyparis nootkatensis) le 4 juillet 1909.
- Edith Wheelwright (en) (1868–1949) plante la variété de houx Ilex aquifolium 'Handsworthensis' le 10 octobre 1910.
- Lillian Dove-Willcox (en) (1875–1963) plante une épinette du Caucase (Picea orientalis) en 1910.
- Rose Lamartine Yates (1875–1954) plante un pin noir d'Autriche (Pinus nigra nigra) le 30 octobre 1909.

## Héritage

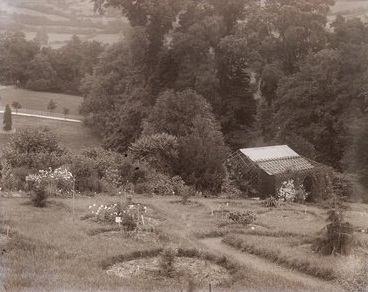
Arboretum d'Annie à Eagle House vers 1910

La loi de 1947 sur l'urbanisme et l'aménagement du territoire (en) prévoit la préservation des bois d'importance historique, mais l'importance de ce site n'a jamais été identifiée. En fait, la Somerset Archaeological Society est consultée sur une demande de planification et ils notent que les terrains ne sont « pas très attrayants ». En 1961, la Local Planning Authority rejette les objections locales qui ne mentionnent pas le jardin. La maison est conservée mais son contenu est vendu aux enchères et cela comprend une broche Boadicée donnée par Annie Kenney à Mary Blathwayt. Le jardin ne passe pas complètement inaperçu car un journaliste local note que le contenu de la maison est sans importance par rapport au jardin des suffragettes.
Les arbres du « Annie's Arboretum » sont abattus pour faire place à un lotissement vers 1965. Helen Watts (en) écrit l'un des derniers récits connus sur l'arboretum de Eagle House. Elle revient voir l'endroit où elle a été honorée en 1911. Elle fait la visite en 1962 et prend un brin de genévrier en souvenir, en ayant porté un avec elle pendant cinquante ans, dit-elle. Le journal local rapporte qu'elle n'a pas pu trouver sa plaque, mais elle trouve des « arbres robustes » et, à l'aide de la photo du colonel Blathwayt, elle identifie « son » genévrier.
Seul l'un des arbres, un pin australien, planté par Rose Lamartine Yates en 1909, reste. En 2011, il est annoncé que les arbres seront remplacés par de nouveaux arbres à Bath, au Royal Victoria Park, Alice Park et à l'université de Bath Spa.
En 2018, des feuilles d'herbier, âgées d'au moins 100 ans et provenant de branches pressées de cinq arbres de l'Arboretum d'Annie Kenney sont identifiées dans les archives de l'université d'East Anglia. Il s'agit notamment d'échantillons d'arbres plantés par Annie Kenney, Lady Constance Lytton et Christabel Pankhurst. La famille d'Annie Kenney en a fait don aux archives en 1994. Des spécialistes de Kew Gardens conseillent sur la manière dont les branches pourront être préservées. L'université d'East Anglia a l'intention de produire une anthologie en ligne avec des écrivains, des écoliers et des étudiants de Norfolk, sur les histoires de vie des femmes qui ont perdu leurs arbres commémoratifs dans l'Arboretum d'Annie. La maison est divisée en quatre appartements.

## Classement
Eagle House est un bâtiment classé Grade II*.